# Tribunal Russell

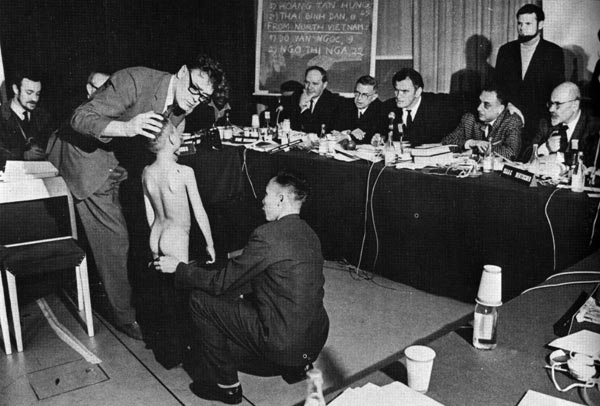
DoVan Ngoc, de 9 anos, exibe terríveis machucados do napalm no Vietnã.

O Tribunal Russell, também conhecido como Tribunal Internacional de Crimes de Guerra, Tribunal Russell-Sartre, ou Tribunal de Estocolmo, foi um evento organizado pelo filósofo britânico Bertrand Russell e mediado pelo filósofo e escritor francês Jean-Paul Sartre. Junto com Lelio Basso, Ken Coates, Ralph Schoenman, Julio Cortázar e muitos outros, o tribunal investigou e avaliou as políticas externas dos Estados Unidos e a intervenção militar no Vietnã, seguida da derrota de 1954 das forças francesas em Diên Biên Phu e o estabelecimento do Vietnã do Norte e do Sul. O tribunal não investigou supostou crimes de guerra cometidos pelos Vietcongs; Schoenman comentou: "Lord Russell pensaria nisso tanto quanto julgar os judeus do gueto de Varsóvia por sua insurreição contra os nazistas."
Bertrand Russell justificou:
Se certos atos e violações de tratados são crimes, eles o são quer os Estados Unidos ou a Alemanha os pratique. Não estamos preparados para estabelecer uma regra de conduta criminosa contra outros que não estaríamos dispostos a invocar contra nós.— Justice Robert H. Jackson, Chief Prosecutor, Nuremberg War Crimes Trials
O tribunal foi constituído em novembro de 1966 e conduzido em duas sessões em 1967, em Estocolmo, Suécia, e em Roskilde, Dinamarca. O livro de Bertrand Russell sobre a situação no Vietnã, War Crimes in Vietnam, foi publicado em janeiro de 1967, e incluiu pós escritos explicando o porquê de sua linha investigativa. O tribunal foi amplamente ignorado nos Estados Unidos.
Tribunais posteriores foram criados nas décadas seguintes sob o mesmo modelo usando a denominação Russell Tribunal. E.g. Russell Tribunal na América Latina focou-se nas violações de direitos humanos nas ditaduras da Argentina e do Brasil (Roma, 1973 e Roterdão1980), no golpe militar do Chile (Roma, 1974–76), nos Direitos Humanos na Psiquiatria (Berlim, 2001), no Iraque (Bruxelas, 2004), e na Palestina (Barcelona, 2009–12). Uma audiência do tribunal Russell-Sartre Tribunal foi anunciada em Veneza (23 de agosto de 2014) sobre violações dos direitos humanos na guerra no leste da Ucrânia.

## Composição e origem
Representantes de 18 países participaram em duas sessões do tribunal, formalmente autodenominado Tribunal Internacional de Crimes de Guerra. O comitê do tribunal consistiu de 25 personagens notáveis, predominantemente de organizações pacifistas de esquerda.  Muitos desses indivíduos eram ganhadores do prêmio Nobel, e outros prêmios, especialmente de reconhecimento nos campos sociais e humanitários.  Não havia representação direta dos Estados Unidos ou do Vietnã nesses 25 membros, embora alguns deles fossem cidadãos estadunidenses.
Mais de 30 indivíduos testemunharam e acrescentaram informações a este tribunal. Entre eles estavam militares dos Estados Unidos e representantes de diferentes facções vietnamitas. O financiamento do tribunal veio de várias fontes, incluindo uma grande contribuição do governo do Vietnã do Norte após a solicitação de Russel a Ho Chi Minh.
Foi seguido por outro tribunal, conhecido como Tribunal de Russel II na América Latina, que teve três encontros em Roma (1974), Bruxelas (1975) e Roma novamente (1976), falando predominantemente do Brasil e Chile.
Na sessão de encerramento do tribunal de Russell Tribunal II, a criação de três novas instituições foi anunciada: a Fundação Internacional pelos Direitos e Liberdades dos Povos, e Liga Internacional pelos Direitos e Libertações dos Povos, e o Tribunal Popular Permanente.

## Membros do Tribunal
- Wolfgang Abendroth, professor de ciência política na Marburg University
- Tariq Ali, jornalista e ativista político
- Günther Anders, escritor e filósofo
- Mehmet Ali Aybar, advogado internacional; membro do parlamento turco; presidente do partido dos trabalhadores da turquia
- A.J. Ayer, filósofo e lógico britânico
- James Baldwin, novelista e ensaista afro-americano
- Lelio Basso, advogado internacional; deputado do parlamento italiano e membro da comissão de assuntos externos; professor na Universidade de Roma; presidente do Partido Socialista da Unidade do Proletariado Italiano
- Julio Cortázar, escritor, novelista e ensaista
- Lázaro Cárdenas, ex-presidente do México (1934-40)
- Stokely Carmichael, apresentador, estudante do comitê de coordenação não-violenta
- Lawrence Daly, secretária geral da União Nacional de Mineiros do Reino Unido
- Simone de Beauvoir, escritora e filósofa
- Vladimir Dedijer, apresentador e presidente das sessões, historiador
- David Dellinger, pacifista estadunidense
- Isaac Deutscher, historiador
- Miguel Ángel Estrella, embaixador da UNESCO
- Haika Grossman, lutador da libertação judia, jurista
- Gisèle Halimi, advogada em Paris; autora de trabalhos sobre a repressão francesa na Argélia
- Amado V. Hernandez, poeta laureado das Filipinas
- Melba Hernandez, membro do comitê de solidariedade cubana com o Vietnã
- Mahmud Ali Kasuri, Membro da assembléia nacional do Paquistão, advogado sênior da suprema corte do Paquistão
- Sara Lidman, autora sueca
- Kinju Morikawa, advogado
- Carl Oglesby, ativista político
- Bertrand Russell (Presidente honorário do tribunal), ativista pela paz; filósofo; matemático
- Shoichi Sakata, físico, educaro
- Jean-Paul Sartre (presidente executivo do tribunal), filósofo; escritor; ativista político
- Laurent Schwartz, Professor de Matemática na Universidade de Paris
- Alice Walker, autora e ativista
- Peter Weiss, novelista, diretor de filmes experimentais

## Outras fontes
- Against The Crime of Silence: Proceedings of The Russell International War Crimes Tribunal, edited by J. Duffett, O’Hare Books, New York, 1968.
- Radical Son: A Generational Odyssey, by David Horowitz, Free Press, New York, 1997.
- War Crimes in Vietnam, by Bertrand Russell, 1967, see Postscript.
- North Vietnam: A Documentary, by John Gerassi, Allen & Unwin, London, 1968.
- Russelltribunalen. Directed by Staffan Lamm. 2003/2004.